# Gådeåbergsbrännan
Gådeåbergsbrännan är ett kommunalt naturreservat i Härnösands kommun i Västernorrlands län.
Området är naturskyddat sedan 2010 och är 8 hektar stort. Reservatet omfattar en nordostsluttning av Gådeåberget strax väster om Härnösand. Reservatet består av natur som var utsatt för en skogsbrand 2006.

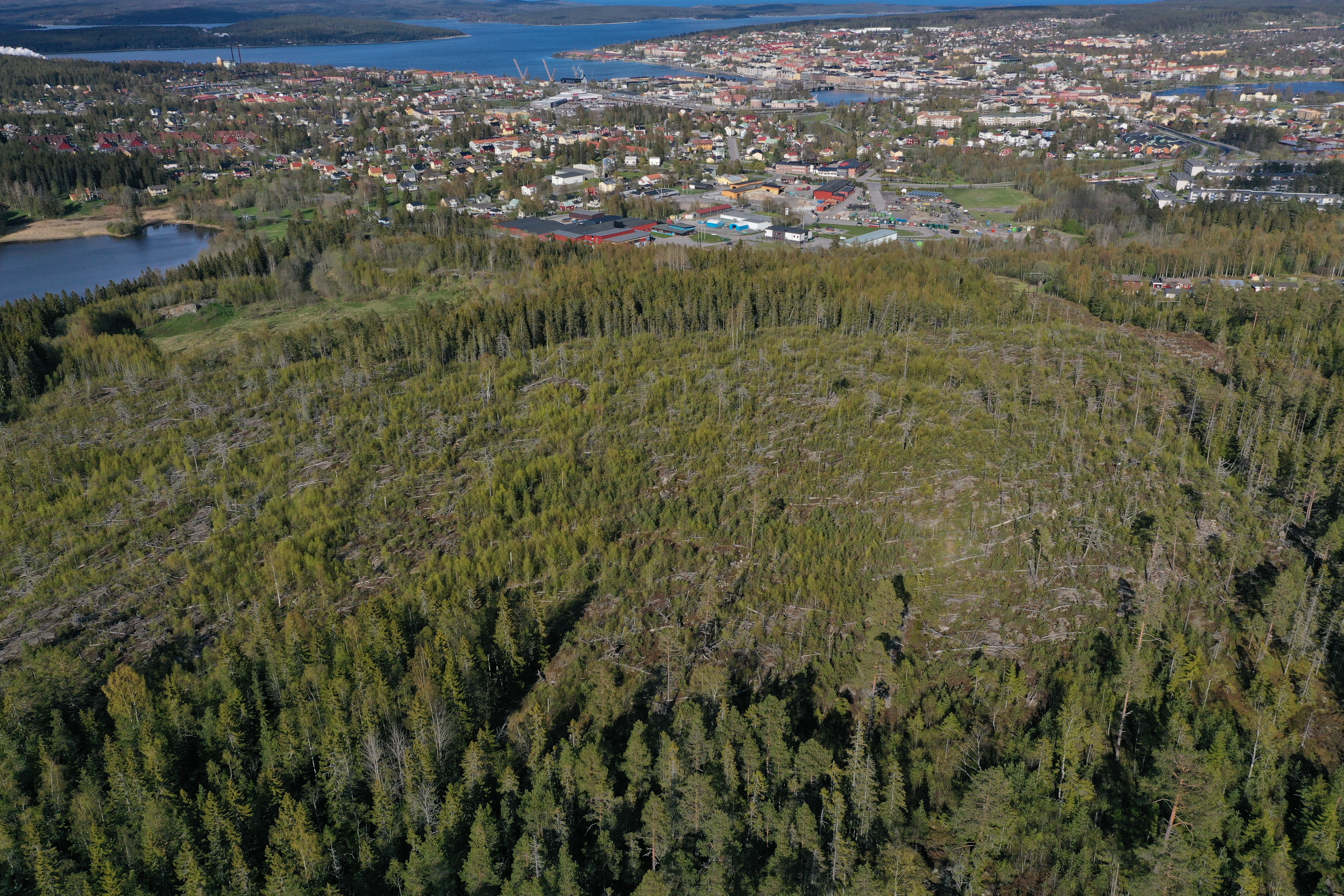
Flygfoto över Gådeåbergsbrännan, maj 2021.